# Discovery Kids (Amérique latine)

## Inde
Discovery Kids C'est une chaîne de télévision indienne d'origine latino-américaine destinée à transmite des séries du signal latino-américain de Discovery Kids et quelques séries israéliennes et indiens
Plus tard, lorsque 2018 est arrivé, il a créé une chaîne pour les Israéliens appelée Arutz Discovery Kids. Cette chaîne partage également des fréquences avec les chaînes Arutz HaYeladim, Arutz Discovery et Arutz Turbo Discovery.

## Histoire
La chaîne a commencé ses transmissions le 1er novembre 1996, avec le nom de Discovery Kids Channel, (le nom actuel a été lancé deux années plus tard). La programmation était destinée aux enfants et aux jeunes. Les programmes préscolaires étaient diffusés le matin, tandis que les programmes pour enfants plus âgés étaient diffusés l'après-midi et le soir.
En septembre 2002, les programmes préscolaires ont commencé à être diffusés pendant la semaine, tandis que les programmes pour enfants plus âgés n'étaient diffusés le week-end, jusqu'au janvier 2003, quand ces dernières programmes ont été supprimées.
En mars 2005, la chaîne présente une interface renouvelée et une nouvelle image, ainsi que la mascotte officielle de la chaîne à ce jour, le chien Doki, qui sera en future protagoniste de la série Les Aventures de Doki, realisée entre 2013 et 2019,.
En mars 2009, la chaîne change à nouveau de logo et d'interface, en plus de créer des émissions spéciales dédiées à divers sujets tels que l'environnement, la lecture et le sport, entre autres. La programmation passerait par des variations, émettant des programmes destinés à un public d'enfants jusqu'à 10 ans.
En 2012, il a ajouté un bloc de films et, en avril 2013, la chaîne a subi un autre renouvellement graphique, plus tard, en mai, le signal HD serait libéré. Cet événement coïncidait avec la première de la série Doki.
En avril 2016, dans le cadre de son vingtième anniversaire, un nouveau changement de logo et d'interface a été effectué et son signal est sorti en HD.
En avril 2021, le logo a été modifié et l'interface des spots et des promotions, ainsi que l'application et la plateforme de streaming, ont été renouvelées.

### Identité visuelle

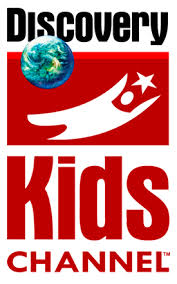
Logo du 1996 au 2002.
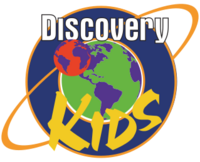
Logo du 2002 au 2009.
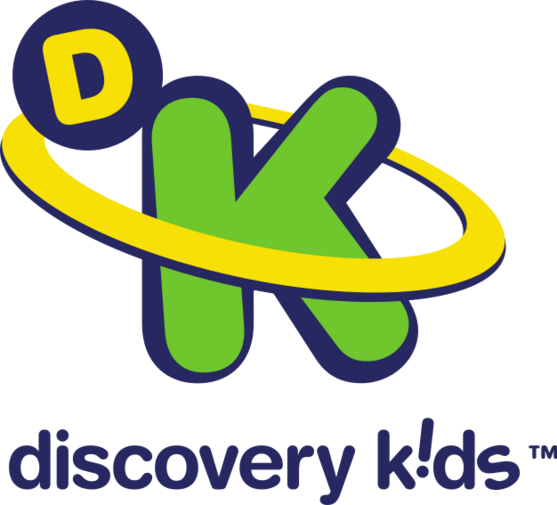
Logo du 2009 au 2016.
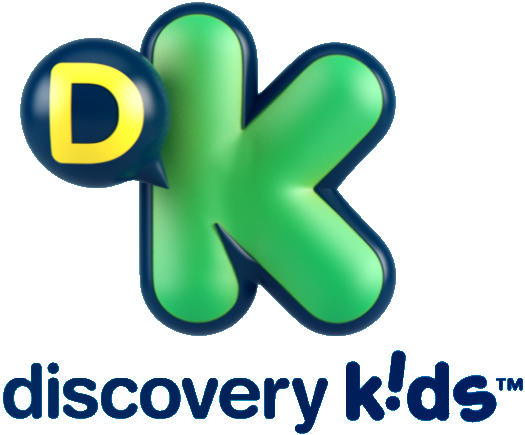
Logo du 2016 au 2021.
Logo depuis le 2021.

## Programmation

### Actuelle
- 44 Chats
- Georges le petit singe
- Les Frères Kratt
- Peppa Pig
- Super Wings, Paré au décollage !

### Ancien
- Bob le bricoleur
- Clifford le gros chien rouge (2000)
- Bébé Clifford
- Caillou
- Didou
- Fifi et ses floramis
- Le Petit Prince
- Doki
- Les Mélodilous
- Super Dinosaurio
- Les Télétubbies
- Mon grand grand ami
- Pocoyo
- Poissonaute
- Roary, la voiture de course
- Thomas y sus amgos
- Word World : Le Monde des mots